# Macrocnemus
Macrocnemus is een geslacht van uitgestorven reptielen dat leefde in het Trias.

## Beschrijving
Dit negentig centimeter lange, vleesetend reptiel had een lange, spits toelopende schedel van negen centimeter, waarin zich grote oogkassen bevonden. De kaken waren bezet met scherpe, licht gekromde tanden. Aan de tenen bevonden zich vijf klauwen. Aan de hand van de vorm van de schedel en het gebit kan men opmaken, dat dit dier een viseter was.